# 891 Гунхілд
891 Гунхілд (891 Gunhild) — астероїд головного поясу, відкритий 17 травня 1918 року.
Тіссеранів параметр щодо Юпітера — 3,261.